# Галактики Очі

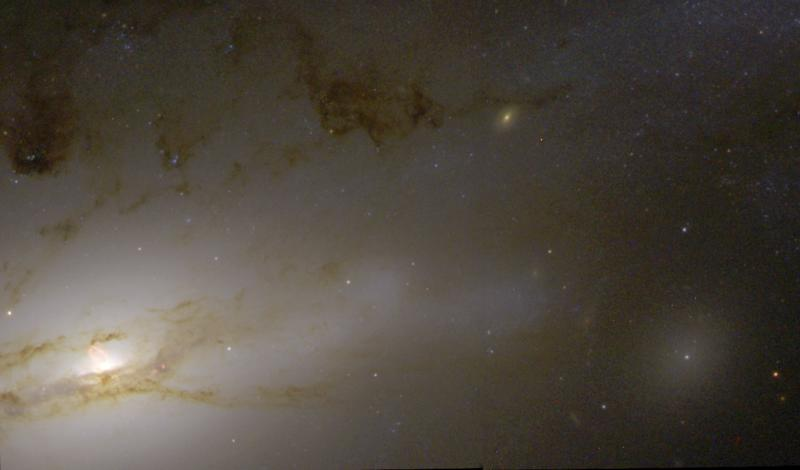
Галактики NGC 4435 (зверху) та NGC 4438 (знизу) в DSS2, 0.15° поле зору

Гала́ктики О́чі (NGC 4435-NGC 4438, також відомі як Arp 120) є парою галактик розташованих на відстані приблизно 52 мільйонів світлових років від Землі у напрямку сузір'я Діви. NGC 4438 є найдивнішою відомою взаємодіючою галактикою в кластері Діви, зважаючи на невизначеність енергетичного механіхму, що нагріває її ядро. Цим механізмом може бути область з частими спалахами зір або чорна діра оточена активним галактичним ядром. Обидві ці гіпотези перебувають в стані дослідження.
На додаток, наявні докази руйнації міжзоряного середовища NGC 4438, які можливо були спричинені її (дотичним) зіткненням з NGC 4435 мільйони років тому.